# Eston Kaonga
Eston Kaonga (ur. 22 lutego 1948) – malawijski sprinter, olimpijczyk.
Wystąpił na Letnich Igrzyskach Olimpijskich 1972 w eliminacjach biegu na 200 m. Z wynikiem 22,18 s zajął ostatnie miejsce w swoim biegu eliminacyjnym. Wśród wszystkich 57 zawodników uzyskał 53. czas. Wystartował także na Igrzyskach Brytyjskiej Wspólnoty Narodów 1974 w biegach na 100 metrów i 200 metrów – w obu konkurencjach odpadł w eliminacjach, uzyskując odpowiednio następujące rezultaty: 10,88 s i 21,87 s. Oba czasy były rekordami Malawi do 2019 roku, kiedy wyniki Kaongi poprawił Stern Liffa.

## Rekordy życiowe
- biegu na 100 metrów: 10,88 (1974, Christchurch), były rekord Malawi[7][8][1]; 10,2 s (1976, Addis Abeba – wynik nieoficjalny)[9],
- bieg na 200 metrów: 21,87 (1974, Christchurch), były rekord Malawi[7][8].